# Charles Goodell
Charles Goodell (Jamestown, 1926. március 16. – Washington, 1987. január 21.) az Amerikai Egyesült Államok szenátora (New York, 1968–1971).